# زبان آغول
زبان آغول زبانی قفقازی است که توسط مردم آغول (آگول) در جمهوری داغستان و جمهوری آذربایجان تکلم می‌شود و در سال ۲۰۰۲ حدود بیست و هشت هزار تن گویشور داشته است.آغول زبان رسمی نیست و گویشوران آن در ادبیات از زبان لزگی استفاده می کنند.الفبای آغول سیریلیک است.